# Matúš Čonka
Matúš Čonka (* 15. října 1990, Košice) je slovenský fotbalový obránce, od roku 2014 hráč FC Spartak Trnava.

## Klubová kariéra
Svoji fotbalovou kariéru začal v Lokomotívě Košice, odkud v roce 2006 zamířil ještě jako dorostenec do MFK Košic, kde se postupně propracoval přes mládežnické kategorie do prvního mužstva.

### SK Slavia Praha
V zimním přestupovém období sezony 2011–12 do Slavie Praha, kde podepsal tříletý kontrakt. 26. května 2013 v předposledním ligovém kole přispěl gólem k výhře Slavie 3:0 nad Hradcem Králové, jenž se tak stal jistým sestupujícím. V prosinci 2013 Slavia Čonkovi oznámila, že si může hledat nové angažmá, nakonec v klubu pokračoval do konce sezony 2013/14.

### FC Spartak Trnava
V červnu 2014 podepsal dvouletý kontrakt se slovenským klubem FC Spartak Trnava. S Trnavou se představil v Evropské lize UEFA 2014/15.

## Reprezentační kariéra

### Mládežnické reprezentace
Čonka působil v mládežnických reprezentacích Slovenska včetně týmu do 21 let. Zúčastnil se kvalifikace na Mistrovství Evropy hráčů do 21 let 2013 konaného v Izraeli, kde Slovensko obsadilo s 15 body druhé místo v konečné tabulce skupiny 9 za první Francií (21 bodů). Skóroval 11. října 2011 proti domácímu Lotyšsku (výhra Slovenska 6:0). Slovensko se na závěrečný šampionát neprobojovalo přes baráž, v níž vypadlo po prohrách 0:2 doma i venku s Nizozemskem.

### A-mužstvo
V lednu 2017 jej trenér Ján Kozák nominoval do slovenské reprezentace složené převážně z ligového výběru pro soustředění ve Spojených arabských emirátech, kde mužstvo Slovenska čekaly přípravné zápasy s Ugandou a Švédskem. Debutoval 12. ledna proti Švédsku (porážka 0:6).